# Hektjalk

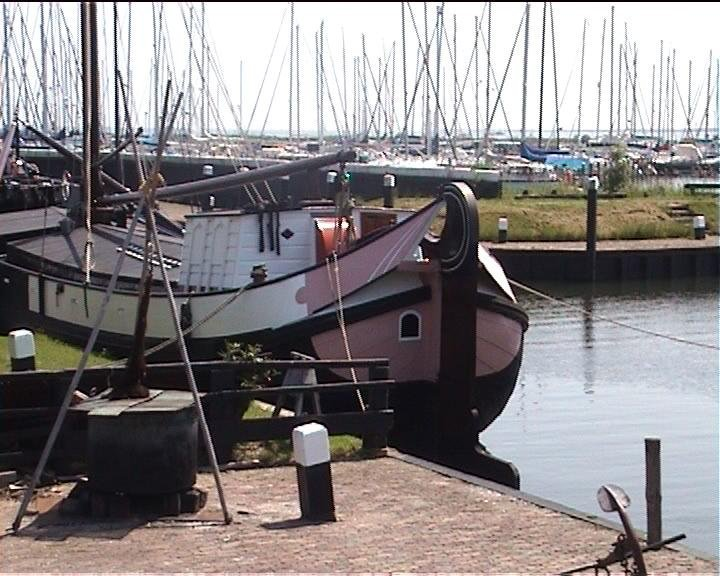
De hektjalk de Vier Gebroeders

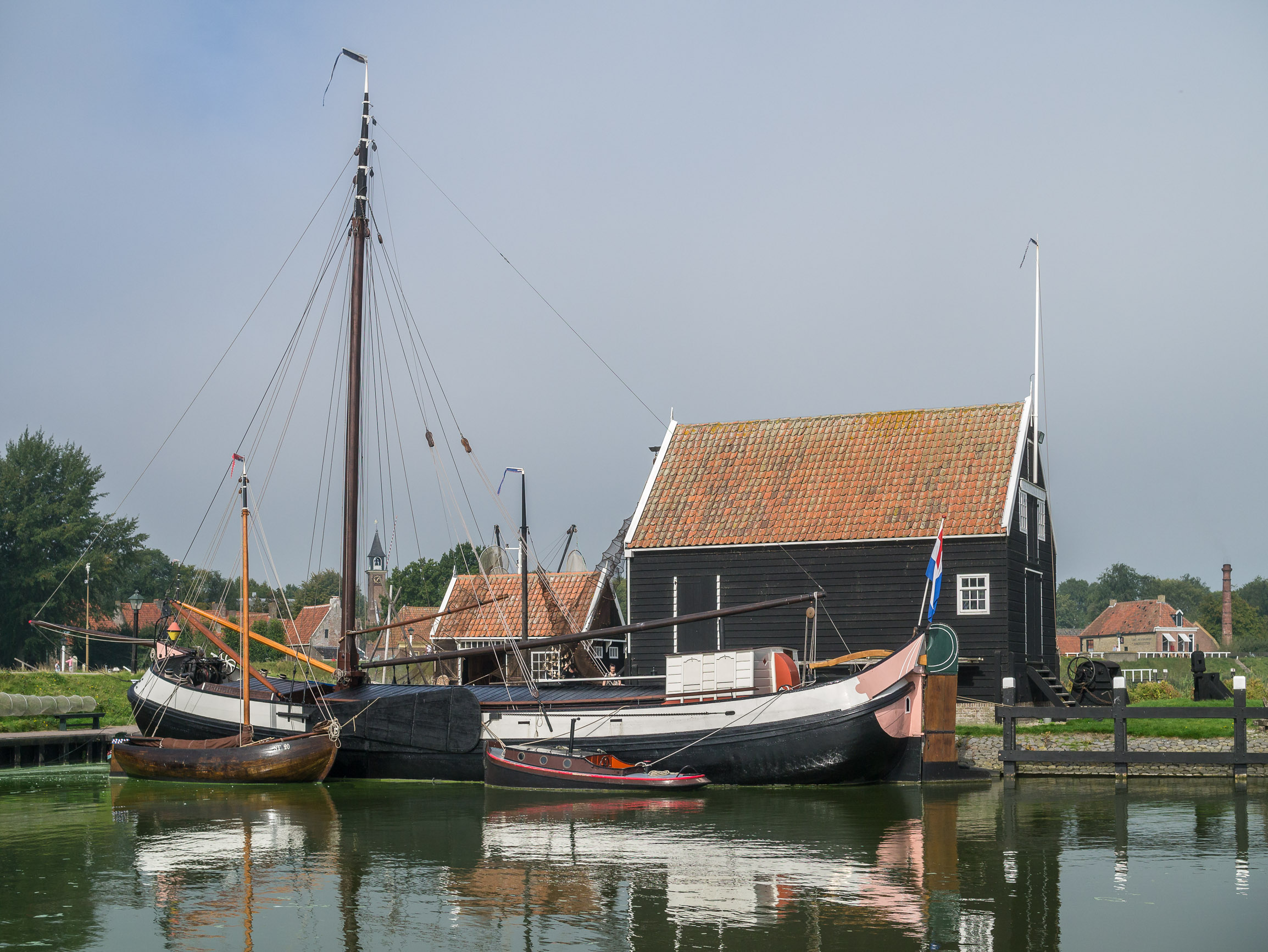
Hektjalk in de haven van het Zuiderzeemuseum met op de voorgrond een opduwer en een Staverse jol.

De hektjalk dankt zijn benaming aan het typische achterschip. De driehoekige vorm boven het roer heet statie of hek. De romp is vol van vorm, met een sterke zeeg, de kimmen zijn hoekig rond. De voorsteven is krom, Het boeisel splitst zich achter, een deel loopt achter hoog op en vormt een driehoekig gat voor de doorvoer van de helmstok. Hieraan dankt deze tjalk haar naam hektjalk. Het hek wordt aan de bovenkant afgesloten met een houten rondgebogen plank. Het andere gedeelte van het boeisel loopt zoals bij andere tjalken door naar de achtersteven. De achtersteven is een recht en doosvormig voor de aanhanging van het roer. Het roer is tamelijk smal. De helmstok is sterk gebogen s-vormig. De grenen mast is bovendeks draaiend.

## Ontwikkeling
Deze hek constructie kwam in de achttiende en de negentiende eeuw veel voor op houten binnenvaartschepen. Eind negentiende eeuw, toen de werven in ijzer gingen bouwen, zijn er nog maar enkele schepen van een hek voorzien.
In de collectie van het Zuiderzeemuseum bevindt zich een hektjalk: De Vier Gebroeders. Het schip, met een geklonken ijzeren casco is in 1890 gebouwd door Ruytenberg uit Waspik. Deze hektjalk is in de traditie van de houten scheepsbouw gebouwd. Het schip kostte bij aflevering vijfduizend gulden.
De  Vier Gebroeders voer op de Zuid-Hollandse en Zeeuwse wateren en kwam ook wel over de Zuiderzee en de Zaan. De vracht bestond uit landbouwproducten, maar ook stenen, zand en koeienhuiden werden met het schip vervoerd. Tot de crisisjaren is er gezeild en gewoond op deze tjalk. De schipper is nooit overgeschakeld op een aandrijving met de motor.  Het interieur van het schip is nog geheel in goede staat en origineel.
Houten hektjalken werden onder meer gebouwd door de bekende Friese scheepsbouwer Eeltje Holtrop van der Zee. Er zijn maar drie ijzeren hektjalken gebouwd. Twee exemplaren van dit type schip resteren. Naast "De Vier Gebroeders" bestaat ook nog de  de voormalige "Twee Gebroeders", nu in de zeilende passagiersvaart actief onder de naam "De Arend" (vroeger: "L'Arche de Noë").